# 小行星2891
小行星2891（2891 McGetchin）是一颗围绕太阳公转的小行星。1980年6月18日，卡羅琳·舒梅克在帕洛马山发现了此天体。
該小行星以美國行星科學家托馬斯·理查德·麥吉欽（Thomas Richard McGetchin）命名。
这颗小行星的绝对星等为248.05282等。